# 三浦菜々子
三浦 菜々子（みうら ななこ、1998年9月16日 - ）は、日本のアイドル、女優。女性アイドルグループ・真っ白なキャンバスのメンバー。Stereo Tokyoの元メンバー。神奈川県出身。

## 略歴
2013年、舞台「はばたけ天使」、「ノゾミノチカナエ」に出演。
2014年より、Stereo Tokyoのメンバーとして活動。
2017年にStereo Tokyoが自然消滅後、2018年3月28日に真っ白なキャンバスの2期生として加入
真っ白なキャンバス加入後は、舞台出演を控えてグループの活動に専念している。

## 人物
- 趣味はカラオケ、ショッピング、サッカー観戦[2]。
- 性格は結構前向き。わりとノーテンキ[4]。
- 好きな漫画は「名探偵コナン」[5]。
- 真っ白なキャンバスとしては、その歌唱力から「白キャンの歌姫」の評される[3]。
- 電車に乗って寝ていて、起きたら折り返して乗った駅まで戻ってきていたことがある[4]。

## 出演

### テレビ番組
- にっぽん名滝探訪（2018年12月31日、BSフジ）[6]

### CM
- タカラレーベン「日めくりカレンダー」（2015年3月）
- 東芝「東芝REGZAポータブルテレビ」（2015年11月）

### 映画
- 「超」怖い話（2016年8月20日） - 未織 役
- リズムへようこそ（2020年4月18日） - 福井千鶴 役[7]

### 舞台
- はばたけ天使（2013年4月、下北沢空間リバティ）
- ノゾミノチカナエ（2013年11月、下北沢空間リバティ）
- ヨルハ（2014年10月、シアターKASSAI）
- 倫敦影奇譚シャーロック・ホームズ（2015年6月、六行会ホール）  - シャーロット 役
- 実は、私は（2016年5月、新宿村LIVE）  - 銀華恋 役
- 虚ろの姫と害獣の森（2016年11月、新宿村LIVE）  - 主演ウツロ 役
- まなつの銀河に雪のふるほし（2017年1月、六行会ホール）  - 卯花めぐる 役
- ゴーストシスターズ！（2017年2月、ウッディシアター中目黒）  - 久保田知里 役
- 乱歩奇譚 Game of Laplace（2017年4月、シアターサンモール）  - ノロ 役
- 真夏の果実の花の頃。（2017年6月、シアター風姿花伝）  - 主演
- 新宿☆アタッカーズ season２（2017年8月、シアターKASSAI）
- No Heart To The Dead～死人に心無し～（2017年10月、THEATERグリーンBoxinBox）  - エルメス 役
- 23区女子～survive～（2018年2月、座・高円寺2）  - 江東区 役
- 君には最高の嘘を（2018年4月、萬劇場）  - 朝倉和奏 役
- 沼田フォーエバー（2018年7月、池袋シアターKASSAI）  - ピュリッピンピャピャミン 役
- 傭兵ども！砂漠を走れ！（2018年9月、新宿村LIVE）  - ナミル 役
- 君に捧ぐ、天つ風の（2018年10月、日暮里ｄ倉庫）  - 茜 役
- 浮遊するfitしない者達（2019年4月、俳優座劇場）
- RAVE☆塾vol.17「またかえってきたWteen　～罵詈雑言の剣ヶ峰！背水ＪＫに与えられた指令は問答無用のサプライズ～」（2025年3月、築地本願寺ブティストホール）  - 柳瀬　千聖 役

### モデル
- Travex「スキー＆スノーボード」（2018年12月）  - イメージモデル

### イベント
- フォトフェスジャパン（2018年）  - モデル出演